# Elephantomyia clitellaria
Elephantomyia clitellaria är en tvåvingeart som beskrevs av Alexander 1929. Elephantomyia clitellaria ingår i släktet Elephantomyia och familjen småharkrankar. Inga underarter finns listade i Catalogue of Life.